# Bang Bang You're Dead
Bang Bang You're Dead is een Amerikaanse televisiefilm uit 2002, geregisseerd door Guy Ferland met Tom Cavanagh en Ben Foster in de hoofdrollen. De film won in 2003 de Peabody Award, naast meerdere "Daytime Emmy Awards" en een Directors Guild of America Award. De film is gebaseerd op het gelijknamige toneelstuk van William Mastrosimone.

## Verhaal
De film gaat over de middelbareschoolstudent Trevor Adams (gespeeld door Ben Foster). Hij heeft het jaar daarvoor gedreigd de school op te blazen door middel van een bom. Daarvoor werd hij enkele maanden geschorst. Hij is nu weer terug op school en hij is het mikpunt van pesterijen door andere studenten. Sommigen willen Trevor wel helpen, zoals zijn leraar en een nieuw meisje, Jenny.
Trevors klas krijgt de opdracht een videoband van 10 minuten te maken. Ze kiezen een toneelstuk getiteld Bang Bang You're Dead uit, en willen Trevor voor de hoofdrol. Trevor wordt ondertussen vrienden met een andere groep verschoppelingen binnen de school, waaronder een meisje genaamd Jenny. Samen ondernemen ze in de climax van de film een schietpartij in hun school om wraak te nemen op alle pestkoppen. Alleen Trevor ziet niks in dit plan en slaagt erin de groep te stoppen.

## Rolverdeling
- Tom Cavanagh - Mr. Val Duncan
- Ben Foster - Trevor Adams
- Randy Harrison - Sean
- Janel Moloney - Ellie Milford
- Jane McGregor - Jenny Dahlquist
- David Paetkau - Brad Lynch
- Eric Johnson - Mark Kentworth
- Kristian Ayre - Kurt
- Brent Glenen - Zach
- Gillian Barber - Principal Meyer
- Eric Keenleyside - Bob Adams
- Glynis Davies - Karen Adams
- Fred Henderson - Dan Dahlquist
- P. Lynn Johnson - Tanya Dahlquist
- Richard de Klerk - Jessie
- Steven Grayhm - Michael

## Achtergrond
Het lied "Runaway Train" van Oleander wordt gebruikt in de film. Andersom zijn beelden uit de film verwerkt in de videoclip van dit nummer.

## Prijzen en nominaties
| Jaar | Prijs                                  | Categorie                                                  | Genomineerde(n)                                                     | Result      |
| ---- | -------------------------------------- | ---------------------------------------------------------- | ------------------------------------------------------------------- | ----------- |
| 2002 | Nantucket Film Festival Audience Award | Best Feature                                               | Guy Ferland William Mastrosimone                                    | Gewonnen    |
| 2003 | Peabody Award                          |                                                            |                                                                     | Gewonnen    |
| 2003 | Directors Guild of America Award       | Outstanding Directorial Achievement in Children's Programs | Guy Ferland                                                         | Gewonnen    |
| 2003 | Daytime Emmy Award                     | Outstanding Children's Special                             | William Mastrosimone Norman Stephens Paul Hellerman Deboragh Gabler | Gewonnen    |
| 2003 | Daytime Emmy Award                     | Outstanding Directing in a Children's Special              | Guy Ferland                                                         | Gewonnen    |
| 2003 | Daytime Emmy Award                     | Outstanding Performer in a Children's Special              | Ben Foster                                                          | Gewonnen    |
| 2003 | Daytime Emmy Award                     | Outstanding Writing in a Children's Special                | William Mastrosimone                                                | Gewonnen    |
| 2003 | Daytime Emmy Award                     | Outstanding Performer in a Children's Special              | Thomas Cavanagh                                                     | Genomineerd |